# Nachlassverfahren (Deutschland)
Nachlassverfahren bezeichnet im deutschen Recht eine Angelegenheit der freiwilligen Gerichtsbarkeit. Das Verfahren in Nachlasssachen ist im 2. Abschnitt des 4. Buchs des Gesetzes über das Verfahren in Familiensachen und in den Angelegenheiten der freiwilligen Gerichtsbarkeit geregelt (§§ 345 ff. FamFG).

## Nachlasssachen
Nachlasssachen sind bestimmte, den Nachlassgerichten zugewiesene Aufgaben. Gem. § 342 Abs. 1 FamFG betreffen diese Sachen
1. die besondere amtliche Verwahrung von Verfügungen von Todes wegen,
2. die Sicherung des Nachlasses einschließlich Nachlasspflegschaften,
3. die Eröffnung von Verfügungen von Todes wegen,
4. die Ermittlung der Erben,
5. die Entgegennahme von Erklärungen, die nach gesetzlicher Vorschrift dem Nachlassgericht gegenüber abzugeben sind, beispielsweise die Erbausschlagung (§ 1945 BGB) oder die Protokollierung einer eidesstattlichen Versicherung des Erben, ein vollständiges Nachlassverzeichnis erstellt zu haben (§ 2006 BGB),
6. Erbscheine, Testamentsvollstreckerzeugnisse und sonstige vom Nachlassgericht zu erteilende Zeugnisse,
7. die Testamentsvollstreckung,
8. die Nachlassverwaltung sowie
9. sonstige den Nachlassgerichten durch Gesetz zugewiesene Aufgaben wie die Fristbestimmung zur Errichtung eines Inventars (§ 1994 BGB) oder bei Vermächtnissen und Auflagen (§ 2151, § 2193 BGB), die Stundung  des Pflichtteilsanspruchs (§ 2331a BGB), die Entgegennahme einer Anzeige über den Eintritt der Nacherbschaft (§ 2146 BGB) oder eines Erbschaftsverkaufs (§ 2384 BGB) sowie die Feststellung des Staatserbrechts (§ 1964 BGB).

## Verfahren
Örtlich zuständig ist grundsätzlich das Gericht, in dessen Bezirk der Erblasser im Zeitpunkt seines Todes seinen gewöhnlichen Aufenthalt hatte (§ 343 Abs. 1 FamFG). Funktionell zuständig ist gem. § 3 Nr. 2 lit. c RPflG der Rechtspfleger vorbehaltlich der gem. § 16 RPflG dem Richter vorbehaltenen Geschäfte.
Nach XVII. der Anordnung über Mitteilungen in Zivilsachen (MiZi) sind die Gerichte zur Mitteilung personenbezogener Daten in Nachlasssachen von Amts wegen an öffentliche Stellen für andere Zwecke als die des Nachlassverfahrens befugt bzw. verpflichtet. So sind dem für die Verwaltung der Erbschaftsteuer zuständigen Finanzamt diejenigen Beurkundungen, Zeugnisse und Anordnungen, die für die Festsetzung einer Erbschaftsteuer von Bedeutung sein können, schriftlich anzuzeigen (§ 34 ErbStG, § 7 ErbStDV), beispielsweise die Erteilung von Erbscheinen.

### Verwahrung und Eröffnung von Verfügungen von Todes wegen
Ein eigenhändig errichtetes Testament ist auf Verlangen des Erblassers in besondere amtliche Verwahrung zu nehmen (§ 2248 BGB). Ein notariell errichtetes Testament gibt der Notar in besondere amtliche Verwahrung (§ 34 Abs. 1 Satz 4 BeurkG). Die Annahme sowie deren spätere Herausgabe ist von dem Richter anzuordnen und von ihm und dem Urkundsbeamten der Geschäftsstelle gemeinschaftlich zu bewirken. Die Verwahrangaben werden elektronisch an die das Zentrale Testamentsregister führende Registerbehörde übermittelt (§ 347 FamFG, § 78d Abs. 2 Satz 2 BNotO). Sobald das Gericht vom Tod des Erblassers Kenntnis erlangt hat, insbesondere durch Mitteilung der Registerbehörde (§ 78e BNotO, § 28 PStG), hat es eine in seiner Verwahrung befindliche Verfügung von Todes wegen zu eröffnen (§ 348 FamFG). Dazu kann es die gesetzlichen und testamentarischen Erben zu einem Termin laden oder sie schriftlich benachrichtigen.

### Ergänzende Bestimmungen
Das Verfahren in Nachlasssachen ist im FamFG nicht abschließend geregelt, sodass die Vorschriften des BGB, des BeurkG, der BNotO und des KonsG ergänzend herangezogen werden müssen. So kann in bestimmten Fällen ein Konsularbeamter eine Verfügung von Todes wegen im Ausland eröffnen (§ 11 Abs. 3 KonsG).